# Santo Bambino Gesù degli Afflitti

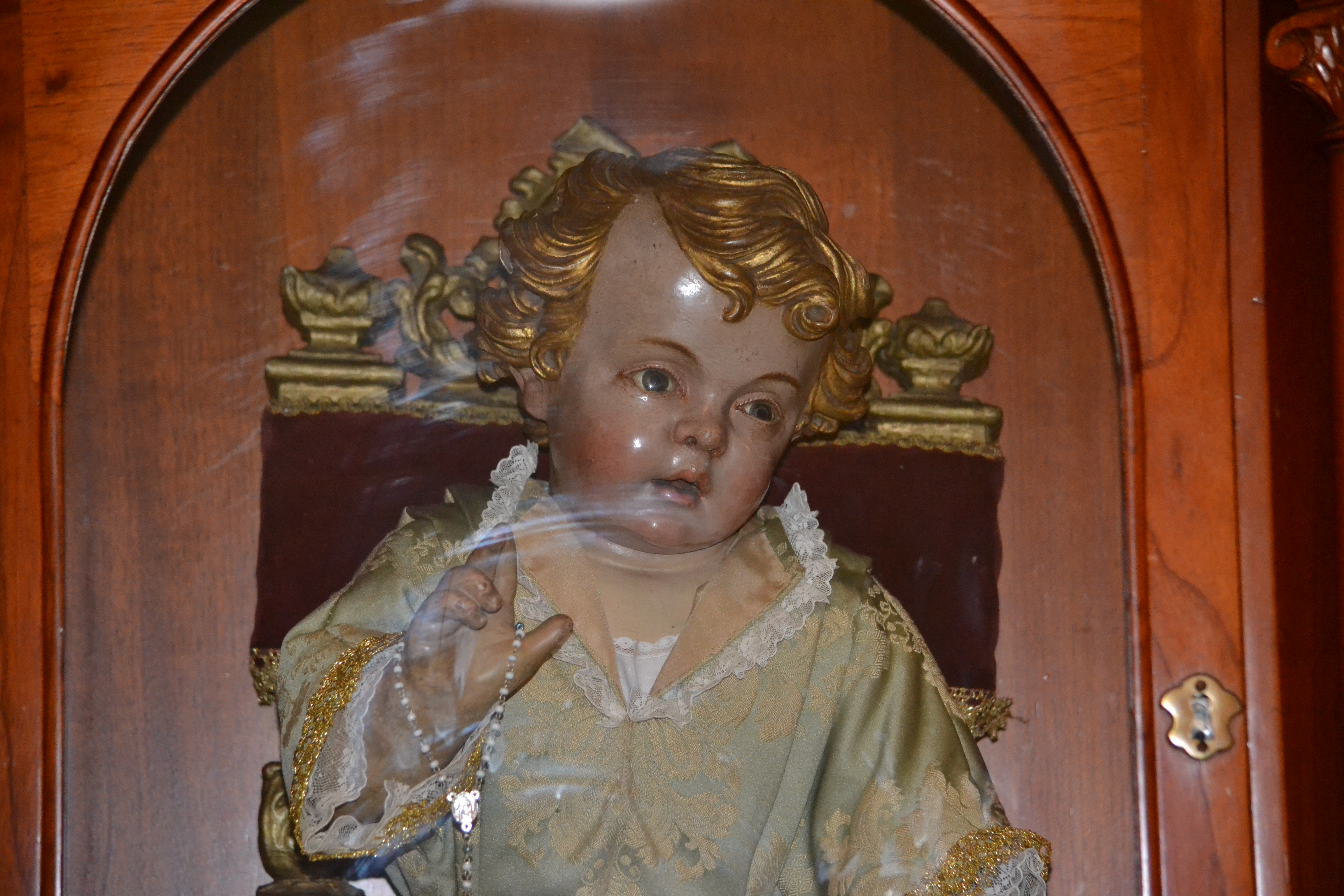
Santo Bambino Gesù degli Afflitti

Il Santo Bambino Gesù degli Afflitti (in spagnolo: Santo Niño Jesús de los Afligidos) è una piccola immagine che rappresenta Gesù nella sua infanzia, è venerato nel Real Santuario del Santísimo Cristo de La Laguna, nella città di San Cristóbal de La Laguna, isola di Tenerife (Isole Canarie, Spagna).
L'immagine è stata portata da Genova (Italia) per l'isola nel 1732 da Nicolás Saviñón, uno degli uomini più illustri della città di La Laguna. Era un'immagine che una volta aveva grande devozione nella città.
La sua festa si celebra il 5 gennaio (vigilia dell'Epifania). In questo giorno, l'immagine del Santo Bambino è posto sul suo trono sull'altare maggiore del Santuario. Quel giorno la cavalcata dei Magi passa attraverso da diverse vie della città, un atto che termina al Santuario. Qui del Magi fatti un'offerta al Santo Bambino Gesù degli Afflitti.
Questa devozione si adatta ai vari titoli che vengono dati al Bambino Gesù, tra cui; Santo Bambino Gesù di Praga, nella Repubblica Ceca, il Santo Bambino di Atocha in Spagna e in America Latina, il Santo Niño de Cebú nelle Filippine e il Santo Bambino di Aracoeli a Roma, tra gli altri.